# Jacob Oostwoud
Jacob Govaertsz. Oostwoud (Hem, 1714 - Zaandam, 1784), was een achttiende-eeuwse Nederlandse cartograaf, wiskundige, landmeter, onderwijzer, diaken en ijkmeester van koopvaardijschepen. Zijn vader was Govaert Maartensz Oostwoud.
Hij heeft ruim veertig wetenschappelijke publicaties op zijn naam staan, zoals Maandelykse Mathematische Liefhebbery vanaf 1754 tot 1769, waarin hij onder andere brieven van Dirck Rembrantsz van Nierop heeft opgenomen (deel 3 t/m 10). Vijftig jaar lang was hij schoolmeester te Binnenwijzend (1732), Kwadijk (1733-1736) en Oostzaandam (1736-1784). 
Daarnaast was hij:
- correspondent van de Aritmathische Sociëteit te Hamburg,
- redacteur van het tijdschrift "Boekzaal voor de geleerde wereld"
- correspondent van het Wiskundig Genootschap te Amsterdam.